# Verkiezingen voor het Europees Parlement 2019 in België
Op zondag 26 mei 2019 vonden er in België Europees Parlementsverkiezingen plaats. Er werden door de Belgische kiesgerechtigden 21 parlementsleden gekozen: dat is evenveel als in 2014. Er werden twaalf Nederlandstalige leden door het Nederlands kiescollege, acht Franstalige leden door het Frans kiescollege en een Duitstalig lid door het Duitstalig kiescollege verkozen. In het arrondissement Brussel-Hoofdstad en zes faciliteitengemeenten hadden kiezers de keuze tussen het Nederlands en Frans kiescollege.

## Samenvallende verkiezingen
Het koninklijk besluit van 15 juni 2018 legde de datum van de Europees Parlementsverkiezingen van 2019 in België vast, na een akkoord op Europees niveau. In uitvoering van artikel 117 van de Grondwet, worden de regionale verkiezingen sinds 1999 automatisch op dezelfde dag gehouden. Dit geeft dus de Brusselse gewestverkiezingen 2019, Vlaamse verkiezingen 2019, Waalse verkiezingen 2019 en Duitstalige Gemeenschapsraadverkiezingen 2019. De herziening van artikel 118 van de Grondwet die deze parlementen de mogelijkheid kan geven een andere datum te kiezen (in het kader van constitutieve autonomie), is nog niet in werking getreden.
Krachtens artikel 65 van de Belgische Grondwet, na herziening van 6 januari 2014 ingevolgde de zesde staatshervorming, worden de federale Kamers sinds 2014 verkozen voor een periode van maximaal vijf jaar, tegenover vier jaar vroeger. Gezien de Kamers niet voortijdig werden ontbonden, zullen dus de Belgische federale verkiezingen in 2019 (net zoals, toen uitzonderlijk, in 2014) op dezelfde dag als de Europese en deelstaatverkiezingen gezamenlijk worden ingericht. De herziening van artikel 46 en 65 die steeds samenvallende federale en Europese verkiezingen vastlegt, is nog niet in werking getreden.

## Kiesplicht en stemrecht
In België is er kiesplicht, dat wil zeggen dat iedereen vanaf 18 verplicht is om te gaan stemmen. In de praktijk wil dit zeggen dat iedereen zich dient te melden in het aangewezen kiesbureau, er is dus opkomstplicht. Nadien is de kiezer verplicht zich in het stemhokje te begeven en hier zijn stem uit te brengen. De kiezer kan desnoods blanco of ongeldig stemmen.
Belgen die in een andere EU-lidstaat wonen, hebben het recht om te stemmen op Belgische lijsten bij de verkiezingen voor het Europees Parlement. De wet van 17 november 2016 heeft dit recht uitgebreid tot Belgen die in een niet-EU-lidstaat wonen, wat al mogelijk was voor federale verkiezingen.

## Aantal Belgische parlementsleden
De Europese Raad besloot op 29 juni 2018 over te gaan tot een verlaging van het aantal zetels in het Europees Parlement en de herverdeling ervan naar aanleiding van de Brexit, het besluit van het Verenigd Koninkrijk om de Europese Unie op 29 maart 2019 te verlaten. In de nieuwe samenstelling telt het Europees Parlement nog maar 705 leden in plaats van 751. Van de 73 door de uittreding vrijkomende Britse zetels werden er 46 niet meer verdeeld en 27 aan andere lidstaten toegewezen, zodat het beginsel van degressieve evenredigheid beter werd weerspiegeld. In deze herverdeling werden aan België geen bijkomende zetels toegekend.

## Kandidaten
De Europees Parlementsverkiezingen zijn in België sinds 2010 de enige waar een kandidaat stemmen kan ontvangen van kiezers van het volledige kiescollege. Sinds de afschaffing van de verkiezingen voor de Senaat, die een laatste maal plaatsvonden met de Belgische federale verkiezingen 2010 is de Europese lijst de enige die dezelfde is voor alle Nederlandstalige, of alle Franstalige kiezers. Voor de regionale en federale verkiezingen wordt gewerkt met provinciale kieskringen. Partijen overwegen daarom soms hun populaire politici te laten kandideren op de Europese lijst hoewel anderzijds overwegingen meespelen dat partijen en kandidaten niet overduidelijk kiesbedrog wensen te plegen door kandidaten naar voor te schuiven die overduidelijk niet effectief zouden gaan zetelen in het Europees Parlement. Dit probleem stelt zich minder voor partijen die federaal of in deelstaten regeringsverantwoordelijkheid kunnen en willen opnemen omdat het feit dat een parlementslid die zich laat vervangen voor het vervullen van een ambt als minister of staatssecretaris wel makkelijker aanvaard wordt. Anderzijds zijn diezelfde partijen minder geïnteresseerd in hun aantal volksvertegenwoordigers in het Europees Parlement dan in hun aantal in de Kamer van volksvertegenwoordigers omdat die aantallen een veel directere impact hebben op het gewicht van een partij en de mogelijkheden tot coalitievorming, wat dan weer pleit om populaire politici binnen een provinciale kieskring te laten kandideren voor de federale of deelstaatparlementen.
Marianne Thyssen, die in 2014 werd herkozen als parlementslid in het Europees Parlement en toenmalig lijsttrekker bij de Europees Parlementsverkiezingen van 2014 was voor de CD&V, en die vervolgens Europees commissaris in de Commissie-Juncker werd, kondigde in 2018 aan dat zij in 2019 de politiek zou verlaten.

### Lijsttrekkers
Hieronder staan de lijsttrekkers van de partijen:
| Europese fractie | Europese fractie | Nederlands kiescollege | Nederlands kiescollege | Nederlands kiescollege | Frans kiescollege | Frans kiescollege | Frans kiescollege | Duitstalig kiescollege | Duitstalig kiescollege | Duitstalig kiescollege |
| Europese fractie | Europese fractie | Partij                 | Partij                 | Lijsttrekker           | Partij            | Partij            | Lijsttrekker      | Partij                 | Partij                 | Lijsttrekker           |
| ---------------- | ---------------- | ---------------------- | ---------------------- | ---------------------- | ----------------- | ----------------- | ----------------- | ---------------------- | ---------------------- | ---------------------- |
|                  | ALDE             |                        | Open Vld               | Guy Verhofstadt        |                   | MR                | Olivier Chastel   |                        | PFF-MR                 | Yves Derwahl           |
|                  | ECH              |                        | N-VA                   | Geert Bourgeois        |                   |                   |                   |                        |                        |                        |
|                  | ENV              |                        | Vlaams Belang          | Gerolf Annemans        |                   |                   |                   |                        |                        |                        |
|                  | EUL/NGL          |                        | PVDA                   | Line De Witte          |                   | PTB               | Marc Botenga      |                        |                        |                        |
|                  | EVP              |                        | CD&V                   | Kris Peeters           |                   | cdH               | Benoît Lutgen     |                        | CSP                    | Pascal Arimont         |
|                  | Groenen/VEA      |                        | Groen                  | Petra De Sutter        |                   | Ecolo             | Philippe Lamberts |                        | Ecolo                  | Shqiprim Thaqi         |
|                  | S&D              |                        | sp.a                   | Kathleen Van Brempt    |                   | PS                | Paul Magnette     |                        | SP                     | Matthias Zimmermann    |
|                  | onbekend         |                        | Volt                   | Christophe Calis       |                   | DéFI              | Benoît Cassart    |                        |                        |                        |
|                  |                  |                        |                        | PP                     | Yasmine Dehaene   |                   |                   |                        |                        |                        |
|                  |                  |                        |                        |                        |                   |                   | ProDG             | Lydia Klinkenberg      |                        |                        |
|                  |                  |                        |                        |                        |                   |                   | Vivant            | Alain Mertes           |                        |                        |

### Kandidatenlijsten
Hieronder staan de kandidatenlijsten van de partijen. De verkozenen staan vetgedrukt.

#### Nederlandstalige kandidatenlijsten
| Plaats      | Open Vld                 | N-VA                 | Vlaams Belang              | CD&V                 | PVDA              | Groen                 | sp.a                 |
| Effectieven | Effectieven              | Effectieven          | Effectieven                | Effectieven          | Effectieven       | Effectieven           | Effectieven          |
| ----------- | ------------------------ | -------------------- | -------------------------- | -------------------- | ----------------- | --------------------- | -------------------- |
| 1           | Guy Verhofstadt          | Geert Bourgeois      | Gerolf Annemans            | Kris Peeters         | Line De Witte     | Petra De Sutter       | Kathleen Van Brempt  |
| 2           | Hilde Vautmans           | Assita Kanko         | Patsy Vatlet               | Cindy Franssen       | Rik Vermeersch    | Bart Staes            | Jan Cornillie        |
| 3           | Alicja Gescinska         | Johan Van Overtveldt | Filip De Man               | Peter Van Kemseke    | Janneke Ronse     | Omar Ba               | Oona Wyns            |
| 4           | Lard Vanobbergen         | Mark Demesmaeker     | Sofie Van Parys-Bruyninckx | Jan de Keyser        | Peter Vits        | Catherine Verfaillie  | Kenan Akyil          |
| 5           | Hans Maes                | Caroline De Meerleer | Paul Meeus                 | Brigitte Balfoort    | Naomi Stocker     | Paola Travella        | Nora Mouallali       |
| 6           | Sofie Vandeweerd         | Elisabeth Alteköster | Femke D'Hondt              | Brigitte Mouligneau  | Farid Darmach     | Rik Jellema           | Edwin Korver         |
| 7           | Adam Bouzi               | Ralph Packet         | Reddy De Mey               | Amina Lutamba Ndoy   | Lieve Peeters     | Matti Vandemaele      | Pritty Kaur          |
| 8           | Remy Esquiliche Esquinas | Liana Mrktchyan      | Gil Jeurissen              | Bekir Kablan         | Feride Karki      | Leyla Caliskan        | Stef Grosjean        |
| 9           | Stephanie Anseeuw        | André Gantman        | Frederik Roose             | Trees Van Eykeren    | Johan Tackx       | Herlinde Vanhooydonck | Jurgen Vanlerberghe  |
| 10          | Philippe Nys             | Annemie Charlier     | Sandra De Schuyter         | Jean de Béthune      | Iman Bed Madhkour | Dirk Vansintjan       | Pia Desmet           |
| 11          | Lieve Wierinck           | Luk Lemmens          | Hilde De Lobel             | Ivo Belet            | Luk Vandenhoeck   | Els Gossé             | Monica De Coninck    |
| 12          | Lynn Wesenbeek           | Frieda Brepoels      | Philip Claeys              | Marianne Thyssen     | Jef Mampuys       | Michel Bauwens        | Dirk Van der Maelen  |
| Opvolgers   |                          |                      |                            |                      |                   |                       |                      |
| 1           | Eva De Bleeker           | Jeroen Overmeer      | Tom Vandendriessche        | Tom Vandenkendelaere | Aurélie Decoene   | Sara Matthieu         | Tine Soens           |
| 2           | Vincent Stuer            | Katrien Uyttersprot  | Veerle De Gussem           | Liesbeth Maris       | Tim Joye          | Thomas Jans           | Hannes De Geest      |
| 3           | Evi Robert               | Matthias Storme      | Dimitri Hoegaerts          | Jan De Volder        | Dennis Lauwers    | Wim Borremans         | Kaoutar Oulichki     |
| 4           | Bert Schelfhout          | Anne Caelen          | Nadia Van Beughem          | Charis Kamoen        | Julie Steendam    | Violet Oloibiri       | Maxim Vandekerckhove |
| 5           | Koen Anciaux             | Zeger Debyser        | Philip Verbloesem          | Liesbeth Claesen     | Toon Danhieux     | Jordy Sabels          | Yana Giovanis        |
| 6           | Piet Vandermersch        | Luba Minarikova      | Rik Beckers                | Marc Van de Vijver   | Marleen Pollet    | Jorge Luyts           | Karina Marte Pereyra |
| 7           | Neelie Kroes             | Marc Descheemaecker  | Lutgarde Dewinter-Verboven | Karel Tobback        | Tony Fonteyne     | Magda Aelvoet         | Bert Anciaux         |

#### Franstalige kandidatenlijsten
| Plaats      | Ecolo                | cdH                        | MR                   | PP                         | DéFI                       | PTB                   | PS                 |
| Effectieven | Effectieven          | Effectieven                | Effectieven          | Effectieven                | Effectieven                | Effectieven           | Effectieven        |
| ----------- | -------------------- | -------------------------- | -------------------- | -------------------------- | -------------------------- | --------------------- | ------------------ |
| 1           | Philippe Lamberts    | Benoît Lutgen              | Olivier Chastel      | Yasmine Dehaene-Modrikamen | Benoît Cassart             | Marc Botenga          | Paul Magnette      |
| 2           | Saskia Bricmont      | Brigitte Aubert-Verhelle   | Frederique Ries      | Claude Agostini            | Caroline Persoons          | Sophie Lecron         | Marie Arena        |
| 3           | Olivier De Schutter  | Mounir Laarissi            | Nicolas Barnier      | Catena Guiele              | Jean-Claude Javaux         | Michel Boisdequin     | Hassan Bousetta    |
| 4           | Malika Hamza         | Andréa Kalubi              | Christine Gonay      | Francis Cole               | Véronique Lederman-Bucquet | Farah Jacquet         | Coline Maxence     |
| 5           | Arthur Lambert       | Isabelle Sénépart          | Denis Collard        | Joanna Zalenska            | Paul Cartuyvels            | Danaé Michaux Maimone | Olga Zrihen        |
| 6           | Esther Bollendorff   | Franco Mencaccini          | Laura Hidalgo        | Edmond Albert              | Yaëlle Peti                | Mehdi Salhi           | Amet Gjanaj        |
| 7           | Romain Gaudron       | Ghislaine Bosly-Vanhalewyn | Maxime Degey         | Anne-Marie Bombaerts       | Margarita Nikolova         | Yasmina Messaoudi     | Christelle Mathieu |
| 8           | Stéphanie Lepczynski | François-Xavier Blanpain   | Charlotte Deborsu    | Ciro Maddolini             | Olivier Maingain           | David Pestieau        | Jérémy Bricq       |
| Opvolgers   |                      |                            |                      |                            |                            |                       |                    |
| 1           | Nicole Dewandre      | Cédric Du Monceau          | Valérie Glatigny     | Carlos Vandeponseele       | Michele Amedeo             | Michaël Verbauwhede   | Marc Tarabella     |
| 2           | Dominique Perrin     | Savine Moucheron           | Christophe Dister    | Virginia Millan de Silva   | Marie Esteves de Sousa     | Rosa Terranova        | Laurence Anciaux   |
| 3           | Cécilia Torres       | Pierre Erler               | Jean-Jacques Flahaux | Yves Cantineau             | Christophe T'Sas           | Jean-Philippe Cavyn   | Pierre Hardy       |
| 4           | Luc De Brabandere    | Juliette Schumacher        | Géraldine Desille    | Maria Malillos Carrera     | Florence Masson            | Elisa Muñoz Gomez     | Cassandra Luongo   |
| 5           | Evelyne Huytebroeck  | Raymond Langendries        | Jean-Claude Jadot    | Modesto Chao Fernandes     | Enio Cucuraghi             | Monique Forget        | Haridi Niyonzima   |
| 6           | Patrick Dupriez      | Marie-Dominique Simonet    | Françoise Bertieaux  | Jeannine Collette          | Martine Payfa              | Luis Casillas y Gomez | Nermin Cetin       |

#### Duitstalige kandidatenlijsten
| Plaats      | Vivant         | Ecolo                      | ProDG              | CSP                     | PFF-MR            | SP                    |             |
| Effectieven | Effectieven    | Effectieven                | Effectieven        | Effectieven             | Effectieven       | Effectieven           | Effectieven |
| ----------- | -------------- | -------------------------- | ------------------ | ----------------------- | ----------------- | --------------------- | ----------- |
| 1           | Alain Mertes   | Shqiprim Thaqi             | Lydia Klinkenberg  | Pascal Arimont          | Yves Derwahl      | Matthias Zimmermann   |             |
| Opvolgers   |                |                            |                    |                         |                   |                       |             |
| 1           | Michael Balter | Martin Hendges             | Andreas Lejeune    | Patricia Creutz-Vilvoye | Shayne Piront     | Karl-Heinz Lambertz   |             |
| 2           | Elena Peters   | Sabine Donath              | Elke Comoth        | Daniel Franzen          | Alexander Miesen  | Céline Kever          |             |
| 3           | Andreas Meyer  | Uli Deller                 | Alain Kever        | Stefan Veithen          | Gregor Freches    | Olaf Bodem            |             |
| 4           | Diana Stiel    | Franziska Franzen          | Lara Lentzen       | Shirin Tjandra          | Evelyn Jadin      | Ilona Wetzels-Beckers |             |
| 5           | Sabine Jacobs  | Christophe Voss            | Lieselotte Blanken | Marion Dhur             | Christoph Gentges | Monika Isańska        |             |
| 6           | Marco Hoffmann | Christine Baumann Arnemann | Markus Hendrich    | Luc Frank               | Anne Meessen      | Guido Breuer          |             |

## Uitslag

##### Uitslag per taalgemeenschap
| Uitslagen in België | Uitslagen in België | Uitslagen in België | 2019   | 2019    | 2019  | 2014   | 2014 | verschil |
| Partij              | Partij              | Europese fractie    | Zetels | Stemmen | %     | Zetels | %    | Zetels   |
| ------------------- | ------------------- | ------------------- | ------ | ------- | ----- | ------ | ---- | -------- |
| Nederlandstalig     |                     |                     |        |         |       |        |      |          |
|                     | N-VA                | ECH                 | 3      | 954.048 | 22,44 | 4      | 26,7 | -1       |
|                     | VB                  | ENV                 | 3      | 811.169 | 19,08 | 1      | 6,8  | +2       |
|                     | Open Vld            | ALDE                | 2      | 678.051 | 15,95 | 3      | 20,4 | -1       |
|                     | CD&V                | EVP                 | 2      | 617.651 | 14,53 | 2      | 20,0 | =        |
|                     | Groen               | Groenen/VEA         | 1      | 525.908 | 12,37 | 1      | 10,6 | =        |
|                     | sp.a                | S&D                 | 1      | 434.002 | 10,21 | 1      | 13,2 | =        |
|                     | PVDA                | EUL/NGL             | 0      | 210.391 | 4,95  | 0      | 2,4  | -        |
|                     | Volt                |                     | 0      | 20.385  | 0,48  | -      | -    | -        |
| Franstalig          |                     |                     |        |         |       |        |      |          |
|                     | PS                  | S&D                 | 2      | 651.157 | 26,69 | 3      | 29,2 | -1       |
|                     | Ecolo               | Groenen/VEA         | 2      | 485.655 | 19,91 | 1      | 11,7 | +1       |
|                     | MR                  | ALDE                | 2      | 470.654 | 19,29 | 3      | 27,1 | -1       |
|                     | PTB                 | EUL/NGL             | 1      | 355.883 | 14,59 | 0      | 5,5  | +1       |
|                     | cdH                 | EVP                 | 1      | 218.078 | 8,94  | 1      | 11,4 | =        |
|                     | DéFI                |                     | 0      | 144.555 | 5,92  | 0      | 3,4  | -        |
|                     | Parti Populaire     |                     | 0      | 113.793 | 4,66  | 0      | 6,0  | -        |
| Duitstalig          |                     |                     |        |         |       |        |      |          |
|                     | CSP                 | EVP                 | 1      | 14.274  | 34,94 | 1      | 30,4 | -        |
|                     | Ecolo               | Groenen/VEA         | 0      | 6.675   | 16,37 | 0      | 16,6 | -        |
|                     | ProDG               |                     | 0      | 5.360   | 13,14 | 0      | 13,2 |          |
|                     | PFF                 | ALDE                | 0      | 4.684   | 11,49 | 0      | 16,0 | -        |
|                     | SP                  | S&D                 | 0      | 4.655   | 11,42 | 0      | 15,1 | -        |
|                     | Vivant              |                     | 0      | 4.550   | 11,16 | 0      | 8,6  |          |
|                     | DierAnimal          |                     | 0      | 606     | 1,49  | -      | -    | -        |

##### Uitslag per Europese fractie

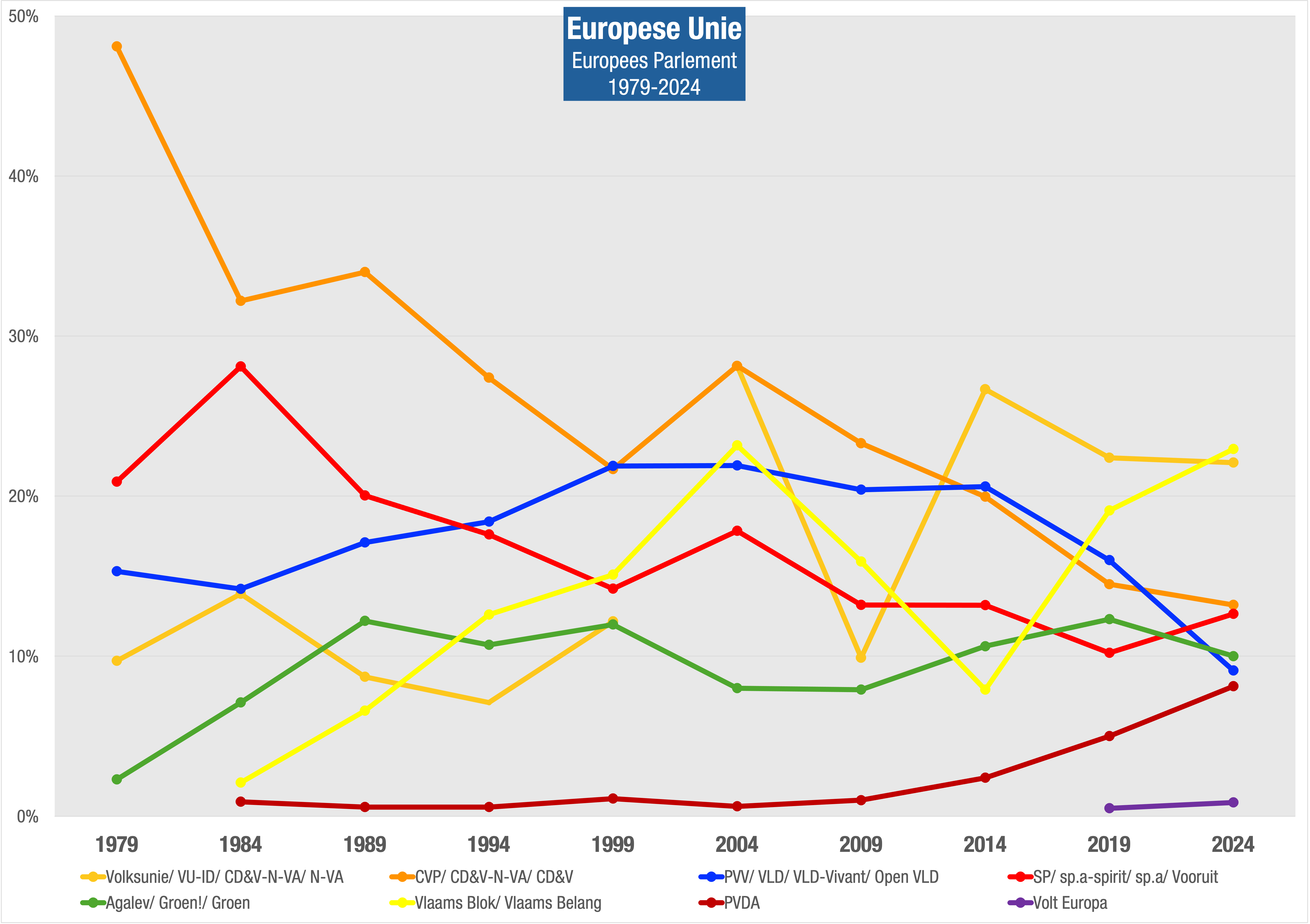
Grafiek van de Vlaamse partijen en hun behaalde resultaten voor het Europees Parlement van 1979 tot en met 2024, uitgedrukt in procenten.

| Stemmen      | Stemmen      | Stemmen | Stemmen | Stemmen |
| ------------ | ------------ | ------- | ------- | ------- |
|              |              |         |         |         |
| Renew Europe | Renew Europe |         | 17,13%  | 17,13%  |
| S&D          | S&D          |         | 16,19%  | 16,19%  |
| Groenen      | Groenen      |         | 15,12%  | 15,12%  |
| ECH          | ECH          |         | 14,17%  | 14,17%  |
| EVP          | EVP          |         | 12,62%  | 12,62%  |
| ID           | ID           |         | 12,05%  | 12,05%  |
| GUE/NGL      | GUE/NGL      |         | 8,42%   | 8,42%   |
| Overige      | Overige      |         | 4,30%   | 4,30%   |

| Uitslagen in België | Uitslagen in België | Uitslagen in België | Stemmen | Stemmen | Stemmen | Stemmen   | Zetels | Zetels | Zetels | Zetels |
| Europese fractie    | Europese fractie    | Partijen            | NL      | FR      | DE      | Totaal    | NL     | FR     | DE     | Totaal |
| ------------------- | ------------------- | ------------------- | ------- | ------- | ------- | --------- | ------ | ------ | ------ | ------ |
| per fractie         |                     |                     |         |         |         |           |        |        |        |        |
|                     | ALDE                | VLD / MR / PFF      | 678.051 | 470.654 | 4.684   | 1.153.389 | 2      | 2      | 0      | 4      |
|                     | S&D                 | sp.a / PS / SP      | 434.002 | 651.157 | 4.655   | 1.089.814 | 1      | 2      | 0      | 3      |
|                     | Groenen             | Groen / Ecolo       | 525.908 | 485.655 | 6.675   | 1.018.238 | 1      | 2      | 0      | 3      |
|                     | ECH                 | N-VA                | 954.048 | -       | -       | 954.048   | 3      | 0      | 0      | 3      |
|                     | EVP                 | CD&V / cdh / CSP    | 617.651 | 218.078 | 14.274  | 850.003   | 2      | 1      | 1      | 4      |
|                     | ID                  | VB                  | 811.169 | -       | -       | 811.169   | 3      | 0      | 0      | 3      |
|                     | GUE/NGL             | PVDA/PTB            | 210.391 | 355.883 | -       | 566.274   | 0      | 1      | 0      | 1      |
|                     | Overige             |                     | 20.385  | 258.348 | 10.516  | 289.249   | 0      | 0      | 0      | 0      |

## Verkozenen
- Geert Bourgeois (N-VA, 343.290)
- Guy Verhofstadt (Open Vld, 342.460)
- Paul Magnette (PS, 295.339)
- Kris Peeters (CD&V, 256.822)
- Gerolf Annemans (VB, 207.054)
- Petra De Sutter (Groen, 143.377)
- Kathleen Van Brempt (sp.a, 127.053)
- Olivier Chastel (MR, 123.331)
- Philippe Lamberts (Ecolo, 115.922)
- Frédérique Ries (MR, 111.477)
- Johan Van Overtveldt (N-VA, 104.723)
- Benoît Lutgen (cdH, 95.783)
- Assita Kanko (N-VA, 85.950)
- Marie Arena (PS, 68.981)
- Marc Botenga (PTB, 68.033)
- Hilde Vautmans (Open Vld, 63.225)
- Filip De Man (VB, 58.486)
- Saskia Bricmont (Ecolo, 57.261)
- Patsy Vatlet (VB, 51.978)
- Cindy Franssen (CD&V, 50.014)
- Pascal Arimont (CSP, 8.992)